# Tone Folkeson
Tone Folkeson (* 1964 in Göteborg; † 13. Januar 1985 in Spanien) gehörte Anfang der 1980er Jahre zu den erfolgreichsten norwegischen Tischtennisspielerinnen. Sie nahm an vier Europa- und an zwei Weltmeisterschaften teil.

## Nationale Erfolge in Norwegen
Im Alter von sieben Jahren zog die Familie Folkeson nach Norwegen, zunächst nach Trondheim, danach nach Oslo.
1975, 1977 und 1978 gewann sie die norwegische Meisterschaft der Juniorinnen im Einzel, 1977 und 1978 im Doppel sowie von 1975 bis 1978 im Mixed. Mit 14 Jahren gewann sie 1978 erstmals die norwegische Landesmeisterschaft der Damen. Diesen Erfolg wiederholte sie noch fünfmal, nämlich von 1981 bis 1984 in ununterbrochener Folge. Im Doppel gewann sie die Meisterschaft fünfmal (1978, 1981 bis 1984), dazu kam 1982 ein Titel im Mixed.

## International
Tone Folkeson vertrat Norwegen viermal bei Europameisterschaften sowie 1981 und 1983 bei den Weltmeisterschaften. In der Saison 1984/85 wechselte sie vom schwedischen Verein Oxie Malmö zum SV Ahlem in die deutsche Damenbundesliga. Hier gewann sie gegen starke Spielerinnen wie Judit Magos, Susanne Wenzel und Annette Greisinger.

## Privat
Tone Folkeson hatte einen Bruder. Sie studierte Informatik, zunächst an der Universität in Oslo, ab 1984 an der Uni Kiel.
Am 13. Januar 1985 – einen Tag nach einem Europaligaspiel mit Norwegen – starb Tone Folkeson bei einem Autounfall in der Nähe von Sevilla.

## Turnierergebnisse
| Verband | Veranstaltung     | Jahr | Ort      | Land | Einzel     | Doppel    | Mixed | Team |
| ------- | ----------------- | ---- | -------- | ---- | ---------- | --------- | ----- | ---- |
| NOR     | Weltmeisterschaft | 1983 | Tokio    | JPN  | letzte 128 | letzte 64 | Qual  | 35   |
| NOR     | Weltmeisterschaft | 1981 | Novi Sad | YUG  | letzte 128 | Qual      | Qual  | 35   |